# Élections sénatoriales de 2011 dans la Mayenne
Les élections sénatoriales en Mayenne ont lieu le dimanche 25 septembre 2011. Elles ont pour but d'élire les sénateurs représentant le département au Sénat pour un mandat de six années.

## Contexte départemental
Lors des élections sénatoriales du 23 septembre 2001 en Mayenne, deux sénateurs UDF ont été élus, Jean Arthuis et François Zocchetto.
Depuis, tous les effectifs du collège électoral des grands électeurs ont été renouvelés, avec les élections législatives françaises de 2007, les élections régionales françaises de 2010, les élections cantonales de 2008 et 2011 et les élections municipales françaises de 2008.

## Sénateurs sortants
| Sénateur | Sénateur           | Parti | Fonctions lors de l'élection en 2001                                                                  |
| -------- | ------------------ | ----- | --- |
|          | Jean Arthuis       | AC    | Président du conseil général, président de la CC du Pays de Château-Gontier, maire de Château-Gontier |
|          | François Zocchetto | AC    | Vice-Président du conseil régional, adjoint au maire de Laval                                         |

## Présentation des candidats et des suppléants
Les nouveaux représentants sont élus pour une législature de 6 ans au suffrage universel indirect par les 857 grands électeurs du département. En Mayenne, les sénateurs sont élus au scrutin majoritaire à deux tours. Leur nombre reste inchangé, 2 sénateurs sont à élire. Ils sont 8 candidats dans le département, chacun avec un suppléant.
| T/S | Candidats | Candidats               | Parti | Principale fonction                               |
| --- | --------- | ----------------------- | ----- | ------------------------------------------------- |
| T   |           | Jacques Poirier         | PCF   |                                                   |
| S   |           | Claude Garnier          | PCF   | Maire de Brée                                     |
| T   |           | Jean-Christophe Boyer   | PS    | Adjoint au maire de Laval                         |
| S   |           | Arlette Leutellier      | DVG   | Maire de Saint-Georges-le-Fléchard                |
| T   |           | Michel Angot            | DVG   | Conseiller général, maire de Mayenne              |
| S   |           | Marie-Noëlle Tribondeau | DVG   | Maire de Bierné                                   |
| T   |           | Françoise Marchand      | EELV  | Adjointe au maire de Laval                        |
| S   |           | Jean Renard             | DVG   | Maire de Carelles                                 |
| T   |           | Jean Arthuis            | AC    | Sénateur sortant, président du conseil général    |
| S   |           | Françoise Duchemin      | AC    | Maire de Chantrigné                               |
| T   |           | François Zocchetto      | AC    | Sénateur sortant, conseiller municipal de Laval   |
| S   |           | Gérard Lemonnier        | AC    | Maire de Juvigné                                  |
| T   |           | Norbert Bouvet          | UMP   | Conseiller général, maire de Villiers-Charlemagne |
| S   |           | Michèle Lemercier       | UMP   | Adjointe au maire d'Ernée                         |
| T   |           | Paul Le Morvan          | FN    |                                                   |
| S   |           | Marie-Alix Le Comte     | FN    |                                                   |

## Résultats
| Candidat et parti politique | Candidat et parti politique | Candidat et parti politique | Premier tour | Premier tour | Second tour | Second tour |
| Candidat et parti politique | Candidat et parti politique | Candidat et parti politique | Voix         | %            | Voix        | %           |
| --------------------------- | --------------------------- | --------------------------- | ------------ | ------------ | ----------- | ----------- |
|                             | Jean Arthuis                | AC                          | 421          | 49,41        | 495         | 58,58       |
|                             | François Zocchetto          | AC                          | 418          | 49,06        | 517         | 61,18       |
|                             | Michel Angot                | DVG                         | 292          | 34,27        | 341         | 40,36       |
|                             | Jean-Christophe Boyer       | PS                          | 190          | 22,30        | 241         | 28,52       |
|                             | Norbert Bouvet              | UMP                         | 182          | 21,36        |             |             |
|                             | Françoise Marchand          | EELV                        | 60           | 7,04         |             |             |
|                             | Jacques Poirier             | PCF                         | 21           | 2,46         |             |             |
|                             | Paul Le Morvan              | FN                          | 9            | 1,09         |             |             |
|                             |                             |                             |              |              |             |             |
| Inscrits                    | Inscrits                    | Inscrits                    | 857          | 100,00       | 857         | 100,00      |
| Abstentions                 | Abstentions                 | Abstentions                 | 2            | 0,23         | 5           | 0,58        |
| Votants                     | Votants                     | Votants                     | 855          | 99,77        | 852         | 99,42       |
| Blancs et nuls              | Blancs et nuls              | Blancs et nuls              | 3            | 0,35         | 7           | 0,82        |
| Exprimés                    | Exprimés                    | Exprimés                    | 852          | 99,42        | 845         | 98,60       |